# アンスデノー郡

アンスデノー郡
Ansdeno

アンスデノー郡（アンスデノーぐん、ハイチ語: Ansdeno, 仏: Anse-d'Hainault）はハイチ南西部の郡。チビウォン（チブロン）半島先端部の北側に位置する。元は南県に属したが、グランダンス県設置に伴い移管された。東にジェレミー郡、南に南県シャドニエ郡と接する。
アンスデノー郡にはダム・マリー、アンスデノー、レジワの3つのコミーン（komin, 基礎自治体）が置かれている。